# Ryt masoński
Ryt masoński – w wolnomularstwie: system stopni wtajemniczenia praktykowany w danej loży masońskiej. 
W szerszym kontekście jest to szereg odmian w obrzędowości jednostki organizacyjnej wolnomularstwa posiadającej swój własny zarząd. 
Do najbardziej znanych rytów masońskich należą:
- Ryt Szkocki Dawny i Uznany
- Ryt Francuski Nowoczesny
- Ryt York
- Ryt szwedzki
- Ryt Memphis-Misraim